# Clube do Remo
El Clube do Remo, o simplemente Remo, es un club de fútbol de la ciudad de Belém, en el estado de Pará, en Brasil. El club fue fundado el 5 de febrero de 1905 como Grupo do Remo y fue rebautizado con su nombre actual en 1914. El club también ofrece otros deportes como el remo, la natación y el baloncesto entre otras. Desde el 2025, disputará el Campeonato Brasileño de Serie B, luego de ascender del Campeonato Brasileño de Serie C en 2024.

## Historia
El club fue fundado el 5 de febrero de 1905 como Grupo do Remo. Fue reorganizado y rebautizado con su nombre actual en 1914. Se llama popularmente León azul que se refiere a la mascota y el color oficial del club. Es el propietario del Estadio Evandro Almeida y también envía sus juegos en Mangueirão. Su principal oponente es el Paysandú, cuyo clásico RexPa es considerado como una de las mayores rivalidades en el fútbol brasileño.
Es uno de los equipos más populares en el norte y noreste de Brasil.  En el fútbol profesional tiene numerosos títulos incluyendo: 46 Campeonatos Paraenses, un Campeonato Brasileño de Serie C, un Campeonato Norte-Noreste y tres Torneo del Norte. Dentro del estado, el Remo tiene grandes títulos como heptacampeonato (1913-1919); la hegemonía histórica en los años 90 (ocho títulos en diez años, incluido un penta) y el título profesional con éxito del 100% en 2004.
En participaciones en torneos nacionales, ha estado presente en 14 ediciones del Campeonato Brasileño de Serie A desde 1971, 21 participaciones en el Serie B y en 23 ediciones de la Copa do Brasil. Entre sus mejores campañas destacan la octava posición en el Campeonato Brasileño de Serie A de 1993 y la semifinal de la Copa do Brasil en 1991.

## Estadio
El equipo disputa sus partidos en el Estadio Evandro Almeida, popularmente conocido como Baenão con una capacidad para 14.000 personas y de propiedad del club. Para partidos en que se requiera de una mayor capacidad, el club utiliza el estadio Mangueirão con capacidad para 45.007 espectadores.

## Jugadores

### Plantilla 2025

#### Altas y bajas 2025 (otoño)
| Altas          | Altas          | Altas           | Altas               | Altas |
| Jugador        | Posición       | Procedencia     | Tipo                | Costo |
| -------------- | -------------- | --------------- | ------------------- | ----- |
| Madison        | Volante        | Agente libre    | Libre.              | --    |
| Pedro Costa    | Defensa        | Agente libre    | Libre.              | --    |
| Régis          | Centrocampista | Agente libre    | Libre.              | --    |
| PH Gama        | Delantero      | Santa Rosa      | Transferencia.      | --    |
| Camutanga      | Defensa        | Vitória         | Préstamo.           | --    |
| Luan Martins   | Volante        | Primavera       | Préstamo.           | --    |
| Paulinho Curuá | Volante        | Grêmio Prudente | Vuelta de préstamo. | --    |

| Bajas          | Bajas    | Bajas       | Bajas          | Bajas     |
| Jugador        | Posición | Procedencia | Tipo           | Costo     |
| -------------- | -------- | ----------- | -------------- | --------- |
| Paulinho Curuá | Volante  | Portuguesa  | Transferencia. | R$100.000 |

## Entrenadores
- Dimas Teles (noviembre de 1946–?)[32]
- François Thijm (?–agosto de 1982)[33]
- Ary Martha (agosto de 1982–?)[33]
- Paulo Bonamigo (2000)[34]
- Ney da Matta (noviembre de 2017–febrero de 2018)[35][36]
- Netão (interino- febrero de 2018)[36]
- Givanildo Oliveira (febrero de 2018–mayo de 2018)[37][38]
- Artur Oliveira (mayo de 2018–junio de 2018)[39][40]
- Netão (interino- junio de 2018–agosto de 2018/agosto de 2018–febrero de 2019)[40][41][42]
- Márcio Fernandes (febrero de 2019–agosto de 2019)[43][44]
- Eudes Pedro (agosto de 2019–octubre de 2019)[45][46]
- Rafael Jaques (noviembre de 2019–febrero de 2020)[47][48]
- Netão (interino- febrero de 2020)[48]
- Mazola Junior (febrero de 2020–septiembre de 2020)[49][50]
- Paulo Bonamigo (septiembre de 2020–junio de 2021)[34][51]
- Netão (interino- junio de 2021–julio de 2021)[51]
- Felipe Conceição (julio de 2021–noviembre de 2021)[52][53]
- Eduardo Baptista (noviembre de 2021–diciembre de 2021)[54][55]
- Paulo Bonamigo (diciembre de 2021–mayo de 2023)[56][57]
- Ricardo Catalá (mayo de 2023–febrero de 2024)[58][59]
- Agnaldo (interino- febrero de 2024–marzo de 2024)[59]
- Gustavo Morínigo (marzo de 2024–mayo de 2024)[60][61]
- Rodrigo Santana (mayo de 2024–marzo de 2025)[62][63]
- Daniel Paulista (marzo de 2025–junio de 2025)[64]
- António Oliveira (junio de 2025–)

## Palmarés
- Títulos nacionales
  - Campeonato Brasileño de Serie C (1): 2005

- Títulos regionales
  - Copa Verde (1): 2021
  - Campeonato Norte-Noreste (1): 1971
  - Torneo del Norte (3): 1968, 1968 y 1971

- Títulos estaduales
  - Campeonato Paraense (47):

1913, 1914, 1915, 1916, 1917, 1918, 1919, 1924, 1925, 1926, 1930,1933, 1936, 1940, 1949, 1950, 1952, 1953, 1954, 1960, 1964, 1968, 1973, 1974, 1975, 1977, 1978, 1979, 1986, 1989, 1990, 1991, 1993, 1994, 1995, 1996, 1997, 1999, 2003, 2004, 2007, 2008, 2014, 2015, 2018, 2019, 2022.